# Eufemia (norsk drottning)
Eufemia, någon gång Eufemia av Rügen eller felaktigt Eufemia av Arnstein, född 1280, död 1312, var Norges drottning 1299–1312, gift med kung Håkon Magnusson av Norge.

## Biografi
Eufemia var dotter till furst Wizlaw II av Rügen och Agnes av Braunschweig-Lüneburg. 
Hon gifte sig med kung Håkan våren 1299 och paret levde huvudsakligen i Oslo. 
Eufemia var kulturintresserad och ägde ett av det dåtida Europas största bibliotek. Hon lät översätta tre riddarromaner till svenska, bland annat Flores och Blanzeflor, och Eufemiavisorna och de blev därmed de första skönlitterära verken på svenska. 
Hon favoriserade den svenske hertig Erik och arrangerade 1312 bröllopet mellan honom och sin dotter i Oslo.    
Barn:
1. Ingeborg Håkansdotter av Norge